# Tomáš Hrách
Tomáš Hrách (11. ledna 1967 Praha – 7. června 2000 Praha) byl český překladatel z angličtiny a francouzštiny.

## Život
Vystudoval gymnázium a pak Matematicko-fyzikální fakultu Univerzity Karlovy, obor přibližné a numerické metody, přičemž v roce 1990 dosáhl titulu Mgr. Od roku 1991 se věnoval překladatelství; nejprve u nakladatelství Talpress, později zejména pro nakladatelství Argo. Zemřel pádem z balkónu.

## Dílo
Byl považován za nejtalentovanějšího překladatele své generace. Obec překladatelů po něm pojmenovala Prémii Tomáše Hrácha, která se uděluje v rámci Ceny Josefa Jungmanna za mimořádný překladatelský počin mladého překladatele (který v předchozím kalendářním roce nepřekročil věkovou hranici 34 let).
Vlastní díla publikoval časopisecky (Studentské listy, revue Labyrint), často pod pseudonymem Moše Kanalduft.

### Vlastní díla
- Sbírka anglických idiomů & slangu, Praha : Argo, 1998, ISBN 80-7203-173-2
- Kašpárkův konec, Praha : Argo, 2001, ISBN 80-7203-360-3 – básně, bibliofilie

### Překlady (výběr)
- Lawrence Norfolk: Lemprièrův slovník (Lemprière’s Dictionary), Praha : Arcadia, 1994, ISBN 80-85812-13-4
- Nick Cave: A uzřela oslice anděla (And the Ass Saw the Angel), Praha : Argo, 1995, ISBN 80-85794-55-1
- Philip Kerr: Wittgensteinův vražedný komplex (A Philosophical Investigation), Plzeň : Mustang, 1995, ISBN 80-7191-004-X
- Samuel Beckett: Molloy (Molloy), Praha : Argo, 1996, ISBN 80-7203-040-X
- Lawrence Norfolk: Papežův nosorožec (The Pope's Rhinoceros), Praha : Talpress, 2000, ISBN 80-7197-046-8